# Billboard Japan Streaming Songs
Billboard Japan Streaming Songs（ビルボード・ジャパン・ストリーミング・ソングス）は、Billboard JAPANによって発表されている日本の音楽チャート。国内の主要な音楽ストリーミング・サービスでの販売実績を集計して作成されるストリーミングチャートである。

## チャートの構成
Billboard Japanにストリーミングの要素が追加されたのは2015年度下半期からとなる。当時はプチリリの歌詞表示サービスのデータベースに対するアクセス数が用いられていたが、2017年度からGfK Japan（現：GfK/NIQ Japan）が複数業者のオンデマンド型国内主要音楽聴き放題サービスの再生回数の提供が開始され、プチリリのデータは2017年8月2日発表の週間チャートをもって集計対象から除外された。
現在はオンデマンド型国内主要音楽聴き放題サービスAmazon Music（Unlimitedおよびプライム会員向け音楽ストリーミング）、Apple Music、auスマートパスプレミアムミュージック、AWA、KKBOX、LINE MUSIC、Rakuten Music、TOWER RECORDS MUSIC、Spotifyの再生回数と、プレイリスト型ストリーミングサービスdヒッツの再生回数、およびLuminateが提供するYouTube Musicの再生回数が用いられている。
本家、アメリカBillboardやオリコンではYouTubeなどのビデオストリーミング回数も含まれるが、Billboard Japanでは別途集計されるため、ここではオーディオストリーミング回数のみの扱いとなる。
ビルボードの米国チャートおよびグローバルチャートと同様、言語が違うバージョンは同一の曲であれば合算して集計されるが、別アレンジの曲は日本では合算されず別集計となる点が異なっている。
一部サービスのデータは有料再生と無料再生を分けて集計（有料会員による再生のほうが高く設定されている）、また配信形式による市場規模やシェアを勘案した異なる係数を乗じてポイント化し、総合チャートBillboard Japan Hot 100に反映される。従って再生数と順位が異なる場合がある。
2022年4月20日発表分より、「一部サービスの実再生回数に代わり、その市場シェアを鑑みた計算係数を採用することで、楽曲の総再生回数を算出」するようになった。この措置は主にラウンジ機能を備えるAWA等の市場シェアが低いにもかかわらず不自然に再生回数が高い楽曲が存在するサービスへの抑制措置と見られ、これに該当した楽曲は本来の再生数から調整（減算）されて発表される。
また同年5月11日発表分より、「一部サービスにおける施策によって、再生回数が市場全体の平均バランスから大きく乖離した楽曲に対し、独自の計算公式による個別係数を設定する」ようになった。この措置は主にLINE MUSIC等で行われている、期間内での再生回数に応じて特典が与えられたり、その応募の権利が与えられる施策により、他のストリーミング業者と比べ突出している再生数を出している楽曲に対する抑制処置と見られ、これにより再生回数に応じて得られるHot 100のポイントに対し係数（減算）処理が施され（再生回数自体は調整されない）、Streaming Songsでの順位とHot 100に反映されるポイントでの順位（Chart insightで表示されるストリーミングの順位）が異なる場合が発生する。
2025年6月4日発表分より、Hot 100に52週チャートインした曲に対しストリーミングのポイントを割合減算するリカレント・ルールが施行されたが、このチャートではルール適用前の順位で発表される。
金曜日に発表される（祝休日の場合は休止する場合もある）月曜日から水曜日までの中間速報ではGfK/NIQ Japan集計分（オンデマンド型の再生数く）が用いられている。

## 歴史
2017年10月、ダウンロード・ソング・チャートDownload Songsとダウンロード・アルバム・チャートDownload Albumsと共に新設された。最初に首位を獲得したのは、2017年10月9日付けのDAOKO×米津玄師の「打上花火」であった。
日本におけるストリーミング黎明期ともいえる2017年は、ストリーミング未解禁の邦楽アーティストが多かったこともあり、年間チャートの上位10曲中5曲が洋楽で占められた。2018年以降はその傾向は薄れ、邦楽アーティストが上位を占めるようになった。2020年の年間首位を獲得したYOASOBIの「夜に駆ける」は、総合チャートBillboard Japan Hot 100でも年間首位を獲得し、ストリーミング首位の楽曲が総合チャート首位を獲得する初めての例となった。
チャート上での累計再生回数が1億回を超えるとBillboard JAPANから発表が行われ、一定のマイルストーンとしての役割を果たしている。最初の1億回突破楽曲はエド・シーランの「シェイプ・オブ・ユー」で、国内アーティストではあいみょんの「マリーゴールド」であった。
2021年9月15日公開のチャート集計時点で、累計再生回数が1億回を超えた楽曲が100曲に達した。
同年12月30日、歴代ストリーミング総再生回数ランキング トップ50が発表された 。
2022年12月28日には2022年12月25日までの期間を集計した歴代ストリーミング総再生回数ランキング トップ100が発表された（実績と記録の一覧参照）。

## 首位獲得作品

### 週間
- 2017年
- 2018年
- 2019年
- 2020年
- 2021年
- 2022年
- 2023年
- 2024年
- 2025年

### 年間
| 年度   | 曲                       | アーティスト   | 出典   |
| ------ | ------------------------ | -------------- | ------ |
| 2017年 | 「シェイプ・オブ・ユー」 | エド・シーラン | [ 7 ]  |
| 2018年 | 「打上花火」             | DAOKO×米津玄師 | [ 13 ] |
| 2019年 | 「マリーゴールド」       | あいみょん     | [ 14 ] |
| 2020年 | 「夜に駆ける」           | YOASOBI        | [ 15 ] |
| 2021年 | 「ドライフラワー」       | 優里           | [ 16 ] |
| 2022年 | 「W/X/Y」                | Tani Yuuki     | [ 17 ] |
| 2023年 | 「アイドル」             | YOASOBI        | [ 18 ] |
| 2024年 | 「Bling-Bang-Bang-Born」 | Creepy Nuts    | [ 19 ] |

## 記録
| 内容              | 内容         | 曲            | アーティスト     | 記録週                          | 発売年 | 出典   |
| ----------------- | ------------ | ------------- | ---------------- | ------------------------------- | ------ | ------ |
| 連続首位獲得数    | 34週間       | 「Pretender」 | Official髭男dism | 2019年6月3日付〜2020年1月20日付 | 2019年 | [ 20 ] |
| 首位獲得数        | 35週間       | 「Pretender」 | Official髭男dism | 2020年2月17日付                 | 2019年 | [ 21 ] |
| 週間再生回数      | 29,935,364回 | 「Butter」    | BTS              | 2021年6月7日付                  | 2021年 | [ 22 ] |
| 最速累計1億回再生 | 5週間        | 「アイドル」  | YOASOBI          | 2023年5月22日付                 | 2023年 | [ 23 ] |

（2023年5月22日付現在）
| 順位 | 総再生回数 | 曲                 | アーティスト     | 発売年 |
| ---- | ---------- | ------------------ | ---------------- | ------ |
| 1    | 11.6億回   | 「夜に駆ける」     | YOASOBI          | 2019   |
| 2    | 10.5億回   | 「ドライフラワー」 | 優里             | 2020   |
| 3    | 9.6億回    | 「Pretender」      | Official髭男dism | 2019   |
| 4    | 9.3億回    | 「Dynamite」       | BTS              | 2020   |
| 5    | 8.6億回    | 「アイドル」       | YOASOBI          | 2023   |
| 6    | 8.5億回    | 「怪獣の花唄」     | Vaundy           | 2020   |
| 7    | 8.0億回    | 「群青」           | YOASOBI          | 2020   |
| 8    | 7.6億回    | 「Subtitle」       | Official髭男dism | 2022   |
| 9    | 7.3億回    | 「マリーゴールド」 | あいみょん       | 2018   |
| 10   | 7.3億回    | 「水平線」         | back number      | 2021   |

（集計期間：2018年3月12日～2024年12月30日、上位10曲、11位以下は2024年12月30日発表ランキングを参照）